# Борко Темелковски
Борис Йорданов Темелков или Борко Темелковски с псевдоним Лилякот (на македонска литературна норма: Борко Темелковски) е югославски партизанин и деец на комунистическата съпротива във Вардарска Македония.

## Биография
Роден е на 20 декември 1919 година в град Прилеп. През 1939 година става член на ЮКП и секретар на Местния комитет на ЮКП. През август 1942 година инструктора на ЦК на ЮКП Добривое Радославлевич подготвя новия областен комитет в лицето на Кузман Йосифовски, Борко Темелковски, Мара Нацева и Страшо Пинджур, който измества легитимния Покрайненски комитет на Македония. През 1943 година става секретар на III Окръжен комитет на МКП. Отделно от това влиза в Главния щаб на НОВ и ПОМ. В доклад до щаба на македонските партизани от 4 юли 1943 признава, че населението в зоната му (Тиквеш и Гевгелийско) е „българофилско“, местното общество се отнася към материалните трудности, с които се сблъсква, като към причинени от войната, а не от „грабителската“ политика на „българския фашистки окупатор“, населението третира партизанското движение като излишно и вредно, като особено враждебно е селското население, преследвало партизаните със селски милиции, а при проникване в определено село мъжете са се криели, и са излизали само жени. Самите партизани пък са били деморализирани, две трети от тях са били без боен опит, отстъпвали са безредно и дори панически, настъпвали са неопитно, не са се подчинявали на заповедите, нямало е боен ред, а 8 души дори дезертират още при първата акция.
Делегат е на Първото заседание на АСНОМ. След Втората световна война влиза в редици висши държавни и политически постове в Югославия и Социалистическа република Македония като член на ЦК на МКП и ЦК на ЮКП, член на Събранието на СРМ и на Съюзното събрание на Югославия, председател на съюза на синдикатите на Македония и на Съюза на борците от НОВМ. Бил е член на Изпълнителния комитет на СФРЮ в периода 29 юни 1963 и 18 май 1967 с ранг на министър. Има военно звание полковник от резерва към ЮНА и е обявен за Народен герой на Югославия.